# 徳島県庁
徳島県庁（とくしまけんちょう）は地方公共団体である徳島県の行政機関（役所）である。

## 沿革
- 1871年 - 徳島県を設置。同年、徳島県を名東県と改称。
- 1873年 - 香川県を廃止し名東県に編入。
- 1875年 - 讃岐国を分離し香川県を再設置。
- 1876年 - 名東県が廃止され、阿波国を高知県に、淡路国を兵庫県にそれぞれ編入。
- 1879年 - 大小区制を廃止し郡制を実施。
- 1880年 - 高知県から阿波国を分離し徳島県を再設置。
- 1889年 - 市制・町村制を施行。
- 1891年 - 郡制を施行。
- 1903年 - 農事試験場を開設。
- 1904年 - 県立農業学校、工業学校を設立。
- 1943年 - 徳島医学専門学校を設立。
- 1946年 - 県庁内に徳島軍政部が設置される。
- 1947年 - 初の公選知事・阿部五郎が就任。
- 1953年 - 県立図書館を開館。
- 1959年 - 県博物館、物産斡旋所を開設。
- 1962年 - 県立養護学校を開校。

## 組織
[表示]をクリックすると一覧を表示。2020年4月1日現在。
- 知事
  - 副知事
  - 政策監
    - 危機管理環境部
      - 危機管理政策課、徳島ゼロ作戦推進課、消防保安課、防災人材育成センター（消防学校）、環境首都課[自然エネルギー推進室]、環境指導課、環境管理課、保健製薬環境センター
      - 県民くらし安全局
        - 消費者くらし政策課、安全衛生課、食肉衛生検査所、動物愛護管理センター

    - 政策創造部
      - 総合政策課、広域行政課、統計データ課
      - 東京本部、大阪本部、県立総合大学校本部
      - 地方創生局
        - 市町村課、とくしま回帰推進課、Society5.0推進課

    - 経営戦略部
      - 秘書課、総務課［法務文書室］、人事課［行政改革室］、自治研修センター、職員厚生課、財政課、管財課［施設最適化室］、税務課、スマート県庁推進課、総務事務管理課
      - 東部県税局

    - 未来創造文化部
      - 未来創生政策課、ダイバーシティ推進課、男女参画・人権課、次世代育成・青年課[こども未来応援室]、中央こども女性相談センター、徳島学院、県民文化課、文化活用資源課（埋蔵文化財総合センター）、文化の森振興センター（図書館・博物館・近代美術館・文書館・二十一世紀館・鳥居龍蔵記念博物館）
      - 国際スポーツ局
        - スポーツ振興課、国際スポーツ大会課

    - 保健福祉部
      - 保健福祉政策課、国保・自立支援課、医療政策課［広域医療室］、総合看護学校、健康増進課［感染症・疾病対策室］、精神保健福祉センター、薬務課、長寿いきがい課［生涯健康室］、障がい福祉課、障がい者相談支援センター、発達障がい者総合支援センター
      - 東部保健福祉局
        - 保健所［徳島・吉野川］

    - 商工労働観光部
      - 商工政策課、企業支援課、新未来産業課、工業技術センター、労働雇用戦略課、産業人材育成センター［中央･南部･西部テクノスクール］、観光政策課［誘客営業室］、国際課、にぎわいづくり課

    - 農林水産部
      - 農林水産政策課、もうかるブランド推進課［輸出・六次化戦略室］、鳥獣対策・ふるさと創造課、畜産振興課、家畜防疫衛生センター［徳島・西部家畜保健衛生所］、スマート林業課［プロジェクト推進室］、水産振興課、漁業調整課
      - 農林水産技術支援本部［農林水産総合技術支援センター］
      - 農林水産基盤整備局
        - 農山漁村振興課、生産基盤課、森林整備課

      - 東部農林水産局

    - 県土整備部
      - 県土整備政策課、建設管理課、高規格道路課、道路政策課、道路整備課、高規格道路課、横断道・幹線道路用地推進センター、都市計画課、住宅課［建築指導室］、営繕課、水資源政策課[水災害対策室]、河川整備課、砂防防災課、水・環境課、運輸政策課［港にぎわい振興室］、次世代交通課
      - 東部県土整備局

    - 監察局
      - 監察課、評価検査課

    - 南部総合県民局
    - 西部総合県民局

  - 会計管理者
    - 出納局
      - 会計課、公共入札検査課
- 行政委員会
  - 教育委員会
    - 事務局
      - 教育政策課、コンプライアンス推進室、施設整備課、教育創生課、教職員課、福利厚生課、学校教育課、特別支援教育課、グローバル・文化教育課、人権教育課［いじめ問題等対策室］、体育学校安全課[全国高校総体推進室]、生涯学習課
      - 総合教育センター
      - ［中学校、高等学校、特別支援学校］

  - 公安委員会
    - 徳島県警察本部

  - 選挙管理委員会 - 事務局
  - 人事委員会 - 事務局 - 任用課、職員課
  - 監査委員 - 事務局 - 監査第一課、監査第二課、外部監査室
  - 労働委員会 - 事務局 - 調整課、審査課
  - 収用委員会 - 事務局
  - 徳島海区漁業調整委員会 - 事務局
  - 内水面漁場管理委員会
- 公営企業
  - 企業局
    - 経営企画戦略課、事業推進課［施設基盤整備室］
    - 総合管理事務所

  - 病院局
    - 総務課、経営改革課
    - 中央病院、三好病院、海部病院